# Smiling Pasta
Smiling Pasta (chinês tradicional: 微笑Pasta, pinyin: Wei Xiao Pasta) é uma série de televisão taiwanesa exibida pela TTV em 2006, estrelada por Nicholas Teo, Cyndi Wang, Gino Tsai e Joyce Chao.

## Elenco

### Elenco principal
- Nicholas Teo 張棟樑 como He Qun 何群
- Cyndi Wang 王心凌 como Cheng Xiao Shi 成曉詩
- Gino Tsai como He Rui Zhe 何瑞哲
- Joyce Chao 趙小喬 como Rita

### Elenco de apoio
- Zhao Shun 趙舜 como Cheng Jin
- Jian Chang 檢場 como Cheng Gang
- Wang Juan 王娟 como Chen Lin Ma Li/Cheng Lin Ma
- Hu Kang Xing (胡康星) como Cheng Ming
- Song Zhi Ai 宋智爱 como Huang Qian Hui/Huang Qianhui
- Wu Zhen Ya 吳震亞 como Lei Long/Dragão do Trovão
- Shen Meng-sheng 沈孟生 como He Meng Yuan/He Mengyuan
- Bao Zheng Fang 鲍正芳 como Bi Li Ling
- Di Zhi Jie 狄志杰 como Vincent
- Wei Ru 薇如 como Xiao Rou
- Ivy Chen 陈意涵 como Wei Zai
- Leon Jay Williams 立威廉 como a si mesmo (Episódio 15 cameo)

## Trilha sonora
A trilha sonora original de TV de Smiling Pasta (微笑PASTA 電視原聲帶) foi lançada em 14 de julho de 2006 por Various Artists sob EMI (Taiwan). Ele contém quatorze músicas, nas quais cinco músicas são várias versões instrumentais das músicas originais. A música tema de abertura é "Cǎi Hóng De Wēi Xiào" ou "Rainbow's Smile" de Cyndi Wang, enquanto a música tema de encerramento é de Nicholas Teo intitulada "Běi Jí Xīng De Yǎn Lèi" ou "Tears from Polaris".
| N.º | Título                                        | Artista      | Duração |  |
| 1.  | "Rainbow's Smile" (Cǎi Hóng De Wēi Xiào)      | Cyndi Wang   |         |  |
| 2.  | "Tears From Polaris" (Běi Jí Xīng De Yǎn Lèi) | Nicholas Teo |         |  |
| 3.  | "Happiness Express inst." (幸福快遞)          |              |         |  |
| 4.  | "Little Turtle" (Xiǎo Wū Guī)                 | Nicholas Teo |         |  |
| 5.  | "The First Morning Star" (Huáng Hūn Xiǎo)     | Cyndi Wang   |         |  |
| 6.  | "I Do"                                        | Cyndi Wang   |         |  |
| 7.  | "I Do inst."                                  |              |         |  |
| 8.  | "Remembrance" (Jì Niàn)                       | Adrian Fu    |         |  |
| 9.  | "Dusk Down inst." (黃昏曉)                    |              |         |  |
| 10. | "Maze" (Mí Gōng)                              | Yu Hao Wei   |         |  |
| 11. | "Zero Territory" (Líng De Lǐng Yù)            | 六甲         |         |  |
| 12. | "衝突與僵持 inst."                            |              |         |  |
| 13. | "Tears from Polaris inst." (北極星的眼淚)     |              |         |  |
| 14. | "Just Smile" (Jiù Wēi Xiào Le)                | Nicholas Teo |         |  |